# تان قوانگ
تان قوانگ (به لاتین: Tân Quang) یک منطقهٔ مسکونی در ویتنام است که در استان باک گیانگ واقع شده‌است.